# Svenska Kung fu- och Wushuförbundet
Svenska Kung fu- & Wushuförbundet bildades som ett eget förbund (underförbund) till Svenska Budo- och Kampsportsförbundet (SB&K) år 2009, och är genom SB&K medlemmar i Riksidrottsförbundet (RF).
Förbundets styrelse har till uppgift att administrera och utveckla wushu i Sverige, men också i världen som en samarbetspartner i den internationella wushugemenskapen. Förbundet ansvarar för genomförandet av Svenska Mästerskapen och utser det svenska officiella landslaget i wushu.
Svenska Kung fu- & Wushuförbundet är medlem i EWUF – Europeiska Wushuförbundet och IWUF – Internationella wushuförbundet, de två officiella och största förbunden för wushu i världen.
Dessa förbund arrangerar de officiella europamästerskapen respektive världsmästerskapen i wushu.

## Förbundets historia
Kampsporten wushu har funnits i Sverige sedan 1970-talet men i organiserad form under Svenska Budo- och Kampsportsförbundet först sedan 1999, då ett antal föreningar ansökte om medlemskap och rätten att anordna de officiella svenska mästerskapen. Medlemskapet i förbundet skedde ursprungligen via bildandet av en kommitté i karatesektionen. 2009 ombildades sektionen till eget förbund. För att markera att förbundet gick in i en ny tid antogs namnet Svenska Förbundet för Kinesisk Kampkonst. Detta namn ändrades senare 2012 till det nuvarande.
Sittande ordförande sedan 2018 är Peder Finnsiö.
Tidigare ordförande:
- Yvonne Lin
- Peder Finnsiö
- Mathias Lindh
- Patrik Svenberg